# Glória Magadan
María Magdalena Iturrioz y Placencia (Havana, 10 de fevereiro de 1920.— Miami, 27 de junho de 2001), mais conhecida pelo nome artístico de Glória Magadan, foi uma autora de telenovelas nascida em Cuba e radicada no Brasil.

## Carreira
Nascida em Cuba, em 1920, exilada no Brasil por causa da revolução comunista em seus país, María Magdalena Iturrioz y Placencia mais conhecida como Glória Magadan, chegou aqui em 1964 para ser supervisora da seção internacional de novelas da Colgate-Palmolive de São Paulo. Neste ano, supervisionou a produção de telenovelas para a Rede Tupi. Logo em seguida foi contratada pela recém inaugurada TV Globo, onde chegou a ser diretora de núcleos de dramaturgia dos anos 60, em que acumulava a função de escritora, supervisora e produções de novelas, tendo escrito, entre outras, Eu Compro Esta Mulher, O Sheik de Agadir, A Sombra de Rebeca, A Rainha Louca e  O Homem Proibido
Em 1967, após o fracasso de Anastácia, a Mulher sem Destino, inicialmente escrita por Emiliano Queiroz, mas ainda sob sua supervisão, ela  convida a autora Janete Clair, que estava realizando Paixão Proibida pela TV Tupi para escrever a parte final da trama. O que abriu caminho para que Janete fizesse sucesso com suas próprias tramas, desbancando as novelas de Magadan. Isso gerou atrito entre as duas autoras. Magadan acusou o diretor Daniel Filho de prestar maior atenção às produções de Janete e isso levou o diretor a pedir demissão da emissora.
Ainda em 1968, a TV estava mudando; as TVs Excelsior e Tupi investiam em novos meios para e teledramaturgia. A Excelsior, aproveitando-se da história do Brasil, realizava novelas como O Tempo e o Vento e A Muralha. A Tupi investia em temas modernos, como em Beto Rockfeller e Nino, o Italianinho, enquanto na Globo a ordem era continuar baseando-se em clássicos da literatura mundial. Mas a audiência global continuava a declinar, e em meados de 1969, a administração da Globo decide dispensar Glória Magadan, depois da fraca audiência de seu trabalho em A Gata de Vison, em parte devido ao envolvimento amoroso da autora com um dos atores, Geraldo del Rey, fato que acabou tendo influência na trama da novela e provocando a saída de Tarcísio Meira, que fazia um dos personagens principais. Era preciso renovar, tanto o público quanto a classe artística exigiam produções que mostrassem histórias genuinamente nacionais.
Em 1970, dispensada pela Globo, Magadan consegue retornar à Tupi, onde escreve a trama de E Nós, Aonde Vamos?, novela em que tentava mudar seu estilo, ao fazer uma trama atual. Após o fracasso de sua passagem pela Tupi, vai morar em Miami, lar de muitos de seus compatriotas exilados. Nos Estados Unidos, continuou com sua carreira como escritora, mas agora como correspondente em jornais e revistas. 
Faleceu aos 81 anos em Miami, a causa da morte da autora não foi divulgada.

## Telenovelas
- 1965 - Paixão de Outono - TV Globo
- 1966 - Eu Compro Esta Mulher -TV Globo
- 1966 - O Sheik de Agadir - TV Globo
- 1967 - A Sombra de Rebecca - TV Globo
- 1967 - A Rainha Louca - TV Globo
- 1967 - O Homem Proibido (Demian, O Justiceiro) - TV Globo
- 1968 - O Santo Mestiço - TV Globo
- 1968 - A Gata de Vison - TV Globo
- 1969 - A Última Valsa - TV Globo
- 1970 - E Nós, Aonde Vamos? - TV Tupi